# (266983) Josepbosch
(266983) Josepbosch est un astéroïde de la ceinture principale.

## Description
(266983) Josepbosch est un astéroïde de la ceinture principale. Il fut découvert le 30 novembre 2005 à Kitt Peak par le projet Spacewatch. Il présente une orbite caractérisée par un demi-grand axe de 3,02 UA, une excentricité de 0,08 et une inclinaison de 12,6° par rapport à l'écliptique.

## Compléments